# Pika Božič
Pika Božič, slovenska pevka zabavne glasbe, * 22. januar 1981.
Svojo pevsko kariero je začela leta 1996 v skupini Sound Attack, kasneje pa je nadaljevala samostojno glasbeno pot. Leta 2003 je nastopila na EMI s skladbo "Ne bom čakala te". Do leta 2007 je izdala dva albuma, z naslovi Pika Style in Pika Star.
Z nekdanjim možem Dejanom Kontrecem ima hčer in sina, s partnerjem Andrejem Slaparjem pa hčer.
Je polsestra glasbenika in TV voditelja Davorja Božiča.

## Nastopi na glasbenih festivalih

### Hit festival
- 2002: Vem, da misliš name
- 2003: Nisem lahek plen (Aleš Klinar – Anja Rupel – Aleš Klinar, Franci Zabukovec) – 4. mesto

### EMA
- 2003: Ne bom čakala te (Aleš Klinar – Anja Rupel, Pika Božič – Aleš Čadež, Aleš Klinar) – 6. mesto

## Uspešnice
- Ne bom čakala te
- Vem da misliš name
- Jaz in ti
- Komar (skupaj s Čuki)